# 덴마크의 남자 배우 목록

## 가
- 에마누엘 그레게르스

## 나
- 헨뤼 닐센

## 다
- 카를 다네
- 로베르트 디네센

## 라
- 비고 라르센
- 라우리츠 라우리첸
- 카를 라우리첸
- 토르킬 라우리첸
- 안데르스 란돌프
- 시구르드 랑베르
- 아게 레달
- 포울 레우메르트
- 토킬드 로세
- 스벤드 린돔
- 비고 린드스트룀
- 시욀레르 링크

## 마
- 하랄드 마센
- 홀게 마센
- 오토 마티에손
- 카를 만치우스
- 페테르 말베르
- 헨리크 말베르
- 카를 비고 메인케
- 스벤드 메트싱
- 요하네스 메예르
- 토벤 메예르
- 스벤드 멜싱
- 빅토르 몬텔
- 발데마르 묄레르

## 바
- 예르겐 베크
- 아게 벤딕센
- 아르네 벨
- 클레스 방
- 한스 에게데 부드츠
- 프레데리크 부크
- 카를 브리손
- 비고 비에
- 카를로 비에츠
- 스벤드 빌레
- 차를레스 빌켄

## 사
- 구나르 소메르펠트
- 알렉스 수르
- 이브 쇤베르
- 카를 쉔스룀
- 알브레츠 슈미트
- 로베르트 슈미트
- 크리스티안 슈뢰데르
- 올라프 스토름
- 오스카르 스트리볼트

## 아
- 안데르스 아겐쇠
- 크리스티안 아르호프
- 예스페르 아숄트
- 클라우스 아스무센
- 필루 아스베크
- 닐스 안데르센
- 아스비외른 안데르센
- 로베르트 안데르손
- 카를 구스타브 알레펠트
- 옌스 알비누스
- 카를 알스트루프
- 프레데리크 야콥센
- 카를 예르겐센
- 페테르 예른도르프
- 아르투르 옌센
- 프레데리크 옌센
- 옌스 오킹
- 카를 오트센
- 닐스 올센
- 옌스 외스테홀름
- 에위빈드 요한스벤드센
- 욘 이베르센

## 자
- 페테르 잔데르

## 카
- 스벤드 코른베크
- 에리크 크로네
- 라스무스 크리스텐센
- 벤야민 크리스텐센
- 에밀 하스 크리스텐센
- 에리크 클라우센
- 마티아스 클렌스케

## 타
- 클라우스 탕게
- 올레 테스트루프
- 울리크 톰센
- 포울 툼센

## 파
- 한스 W. 페테르센
- 요하네스 포울센
- 아게 푄스
- 올라프 푄스
- 발데마르 프실란데르
- 악셀 프리스
- 엘리츠 피오

## 하
- 바올 한센
- 막스 한센
- 오스발드 헬무트
- 카이 홀름